# The Best of David Bowie 1969/1974
The Best of David Bowie 1969/1974 es un álbum recopilatorio del músico y compositor británico David Bowie, lanzado a través de EMI en 1997. Este disco también aparece como el primer disco de la caja recopilatoria The Platinum Collection (2005).

## Lista de canciones
- Todas las canciones compuestas por David Bowie, excepto donde se indique lo contrario.

1. "The Jean Genie" – 4:08
2. "Space Oddity" – 5:15
3. "Starman" – 4:18
4. "Ziggy Stardust" – 3:16
5. "John, I'm Only Dancing" (Sax Version) – 2:42 *
6. "Rebel Rebel" – 4:30
7. "Let's Spend the Night Together" (Mick Jagger, Keith Richards) – 3:07
8. "Suffragette City" – 3:27
9. "Oh! You Pretty Things" – 3:14
10. "Velvet Goldmine" – 3:11
11. "Drive-In Saturday" – 4:29
12. "Diamond Dogs" – 6:05
13. "Changes" – 3:34
14. "Sorrow" (Bob Feldman, Jerry Goldstein, Richard Gottehrer) – 2:55
15. "The Prettiest Star" (versión del sencillo) – 3:14 *
16. "Life on Mars?" – 3:52
17. "Aladdin Sane" – 5:10
18. "The Man Who Sold the World" – 3:56
19. "Rock 'n' Roll Suicide" – 3:00
20. "All the Young Dudes" (versión de estudio) – 4:11 *

- La versión japonesa añade "Lady Stardust", pero omite "Suffragette City".